# Felice Schragenheim
Felice Rachel Schragenheim (9. března 1922 Berlín – 31. prosince 1944 Bergen-Belsen) byla německá novinářka. Jako jedna z mnoha Židů se stala obětí nacistické ideologie. Do té doby pracovala v nacistických novinách, psala básně a vystupovala pod pseudonymem.
V létě roku 1942 Felice poznala Elisabeth „Lilly“ Wustovou, manželku nacistického vojáka a matku čtyř dětí. Mezi těmito dvěma ženami vznikl milostný vztah. Trval do té doby, než dne 21. srpna 1944 Felice zatklo gestapo. Byla převezena do židovské nemocnice v Berlíně, odkud ji 8. září téhož roku převezli do Terezína. V Terezíně však zůstala pouhý měsíc a její další cesta vedla transportem do Osvětimi, odkud byla opět převezena do Gross-Rosen. Poslední zprávy o ní byly zaznamenány z Bergen-Belsen, kde také zemřela. Přesné datum jejího úmrtí není známé, odhaduje se však na 31. prosince 1944. Ale je možné, že se to stalo až  v průběhu roku 1945.
Felice a Lilly spolu byly i přes mučivou realitu tehdejšího režimu neustále v kontaktu. Od Felicina zatčení si Lilly začala psát deník, který dnes lze vidět v židovském muzeu v Berlíně. Obsahuje vzájemnou korespondenci a řadu fotogragií. Podle tohoto deníku a z vyprávění Lilly Wustové napsala spisovatelka Erica Fischerová knihu Aimée a Jaguár. V roce 2001 byl podle knihy natočen stejnojmenný film. Postavu Felice Schragenheimové v něm ztvárnila Maria Schraderová a Lilly Julia Köhlerová.